# Musée Dapper
Pour les articles homonymes, voir Dapper.
Le musée Dapper était un musée parisien privé créé en 1986 qui se définit comme un « espace d'arts et de cultures pour l'Afrique, les Caraïbes et leurs diasporas ». Géré par la Fondation Dapper, il a fermé le 18 juin 2017.
Son nom rend hommage à un humaniste néerlandais du XVIIe siècle, Olfert Dapper. La Fondation Dapper a fermé les portes du musée Dapper le dimanche 18 juin 2017, pour évoluer et s'adapter à l'environnement et l'offre culturelle actuelle, et poursuivre sur le soutien aux arts d'Afrique, d'hier et d'aujourd'hui, mais de façon différente. La Fondation souhaite œuvrer là où son engagement trouvera désormais un véritable écho, et conformément au souhait de Michel Leveau, son fondateur, elle va amplifier ses activités au Sénégal et en initier d'autres, ailleurs, en Afrique et dans les Caraïbes.

## Histoire
La fondation Olfert Dapper naît à Amsterdam en 1983, à l’initiative de Michel Leveau (1930-2012), industriel polytechnicien, conseiller de gouvernements africains et bientôt détenteur de « l’une des plus abondantes collections d’art africain en Europe ».
De la fondation au musée

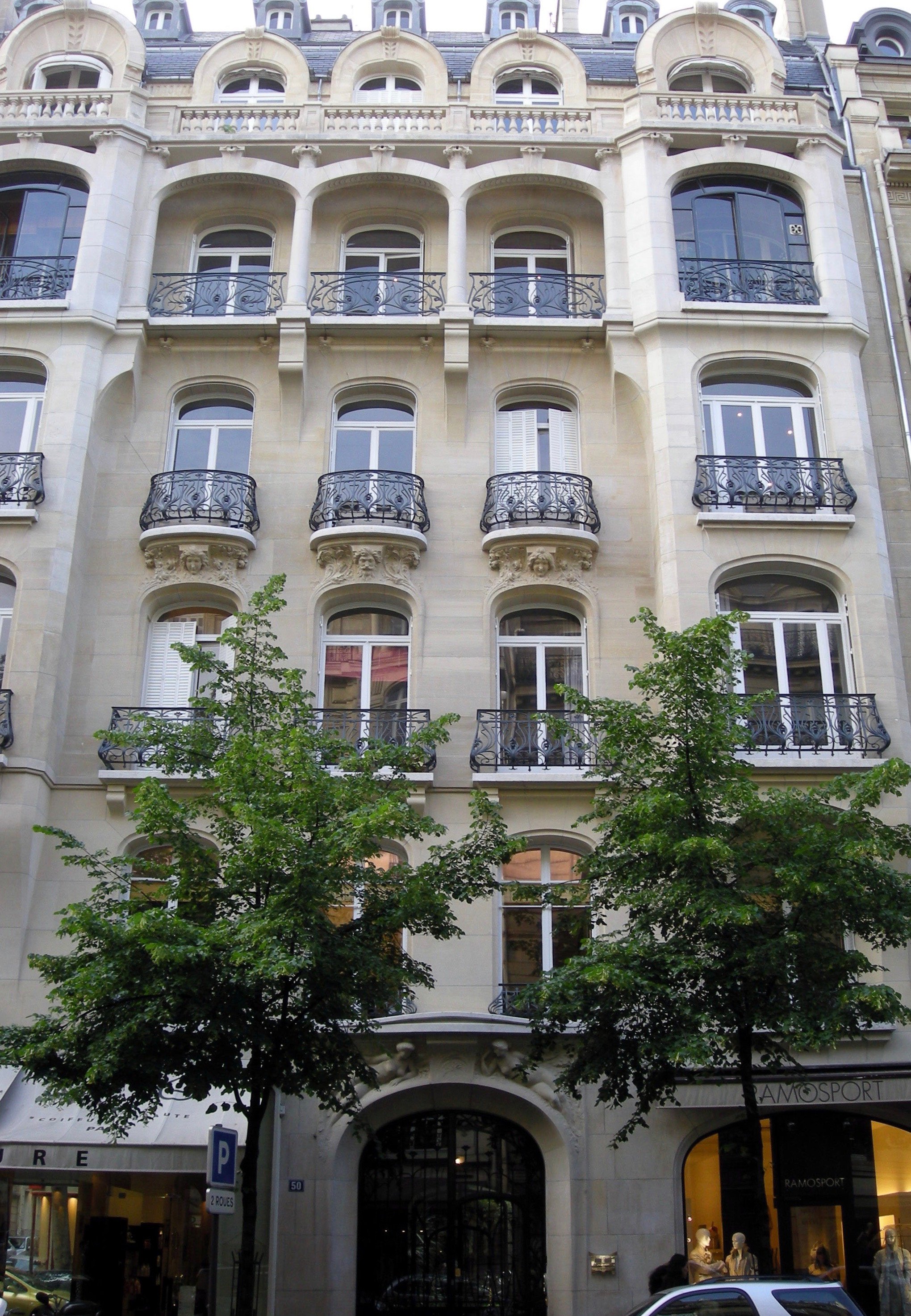
Ancien accès par l’hôtel particulier construit par Charles Plumet.

Affirmant sa volonté d’aider à la connaissance et à la préservation des patrimoines de l’Afrique subsaharienne, la fondation attribue des bourses d’études et de recherche dans les domaines de l’histoire et de l’ethnologie, ainsi qu’une aide aux publications. Une association de type loi de 1901 est créée en 1984 par le président et son épouse. Christiane Falgayrettes-Leveau, originaire de Guyane et ancienne élève de Maryse Condé, est alors journaliste spécialisée dans la littérature du monde noir.
En mai 1986 elle prend la direction du musée qui s’installe d’abord dans un hôtel particulier de l’avenue Victor-Hugo, construit par Charles Plumet en 1901, un espace modeste (500 m2) auquel on accède par une petite cour plantée de bambous et de fougères.
Trois expositions sont organisées simultanément la première année, dont deux dans l’hôtel particulier, Les Cabinets de curiosités au XVIIe siècle et Figures de reliquaire dites kota. La troisième — la plus importante — se tient au musée des arts décoratifs de Paris et s’intitule Ouvertures sur l’art africain. Une trentaine de manifestations thématiques se succèdent ensuite. Celles sur la statuaire fang en 1991 (60 000 visiteurs) ou les arts dogons en 1994 (100 000 visiteurs) sont particulièrement remarquées.
Les Éditions Dapper se développent en parallèle et plusieurs des épais catalogues sont maintes fois réédités, souvent seule ressource iconographique disponible sur les sujets les plus pointus. Des ouvrages pour la jeunesse sont lancés en 1998, puis une collection de littérature.
Un nouvel espace
Entre 1998 et 2001 un nouveau projet prend corps dans un espace attenant, mais dont l’accès se fera désormais par la rue Paul-Valéry. Confiées à Alain Moatti, l’architecture intérieure et la scénographie n’ont pas seulement pour vocation de mettre en valeur des objets. Il s’agit de concevoir un environnement pluridisciplinaire qui, outre les expositions et les conférences, accueillera aussi la littérature, le conte, la musique, la danse ou le cinéma, notamment grâce à une salle de spectacles d'une capacité de 165 à 190 personnes, complétée par une librairie et un café. Des musiciens tels que Guem (Algérie), Ballaké Sissoko (Mali) ou Omar Sosa (Cuba) ont pu y être accueillis.

Le logo.

Le nouveau musée est inauguré le 30 novembre 2000. Désormais la porte s’ouvre aussi plus largement à la création contemporaine, par exemple aux bronzes du sculpteur sénégalais Ousmane Sow – les trois premiers – ou aux installations de son compatriote Ndary Lô, telles que Échographie I, III, II (1998-1999) ou Xiif (1999-2001), ou encore aux œuvres colorées du peintre Wifredo Lam qui reflètent ses origines multiples.
Le musée Dapper est devenu une véritable entreprise qui employait 18 personnes en 2002. Il a acquis au fil des années une solide réputation dans une capitale où les arts africains ont longtemps pu paraître négligés. L’ouverture du musée du Quai Branly en 2006 modifie bien entendu la donne aujourd’hui. « Comment allez-vous résister ? », est une question souvent posée à Christiane Falgayrettes-Leveau, elle-même membre du conseil d'orientation de l'établissement public du Musée du Quai Branly de 1999 à fin 2004. La directrice du musée Dapper se montre confiante et met en avant synergie et complémentarité.
Confronté à une baisse de la fréquentation et à l'importance de ses coûts de fonctionnement, le musée ferme ses portes le 18 juin 2017. Cependant, la fondation Dapper poursuit ses activités de soutien aux arts de l'Afrique.
En 2017-2018, la fondation Dapper s'implique dans le Off de la biennale d'art contemporain Dak'Art, qui expose des objets anciens à la Fondation Clément en Martinique (sur les lieux d'une ancienne plantation) et doit reproduire cette démarche au Brésil.

## De l'ethnographie à l'esthétique
Parmi beaucoup d'autres, l'incontestable succès du musée Dapper témoigne d'un changement de paradigme dans la manière de présenter aux visiteurs des mondes différents du nôtre  : les musées d'ethnographie, jugés « mutilants » et réducteurs, cèdent désormais la place aux musées d'art. L'approche esthétique d'objets uniques et originaux l'emporte sur les vastes collections méthodiquement documentées. L'art africain notamment y a gagné en popularité, en considération, mais aussi en valeur marchande.

## Expositions
Liste non exhaustive
- La voie des ancêtres (6 novembre 1986 - 7 février 1987)
- Abstractions aux royaumes des Kuba : dessin Shoowa (18 février 1987 - 16 mai 1987)
- Art et mythologie : figures tshokwe (13 octobre 1988 - 25 février 1989)
- Cuillers-sculptures (3 janvier 1991 - 28 avril 1991)
- Fang (21 novembre 1991 - 15 avril 1992)
- Corps sublimes (19 mai 1994 - 3 octobre 1994)
- Dogon (26 octobre 1994 - 13 mars 1995)
- Réceptacles (23 octobre 1997 - 30 mars 1997)
- Chasseurs et guerriers (30 avril 1998 - 30 septembre 1998)
- Les trois premiers bronzes d'Ousmane Sow (26 avril au 30 juin 2001)
- Lam métis (26 septembre 2001 - 20 janvier 2002)
- L'art en marche de Ndary Lô (13 février 2002 - 21 juillet 2002)
- Le geste kôngo (18 septembre 2002 - 19 janvier 2003)
- Ghana hier et aujourd’hui (7 mars 2003 - 13 juillet 2003)
- Parures de tête (25 septembre 2003 - 11 juillet 2004)
- Signes du corps (23 septembre 2004 - 17 juillet 2005)
- Brésil, l'héritage africain (22 septembre 2005 - 26 mars 2006)
- Sénégal contemporain (27 avril 2006 - 13 juillet 2006)
- Masques, 50 visages (27 avril 2006 - 13 juillet 2006)
- Gabon, présence des esprits (20 septembre 2006 - 22 juillet 2007)
- Animal (11 octobre 2007 - 20 juillet 2008)
- Femmes dans les arts d'Afrique (9 octobre 2008 - 12 juillet 2009)
- L'art d'être un homme. Afrique, Océanie (15 octobre 2009 - 11 juillet 2010)
- Angola, figures de pouvoir (10 novembre 2010 - 10 juillet 2011)
- Mascarades et Carnavals (5 octobre 2011 - 15 juillet 2012)
- Design en Afrique. S'asseoir, se coucher et rêver (10 octobre 2012 - 14 juillet 2013)
- Initiés, bassin du Congo (9 octobre 2013 - 6 juillet 2014)
- L'Art de manger (15 octobre 2014 - 12 juillet 2015)
- Chefs-d'œuvre d'Afrique dans les collections du Musée Dapper (30 septembre 2015 - 18 juin 2017)
- Les Mutants, de Soly Cissé (24 mars 2017 - 18 juin 2017)
- Afriques. Artistes d'hier et d'aujourd'hui à la Fondation Clément (Martinique) (21 janvier 2018 - 6 mai 2018)
- Le Off de Dapper, dans le cadre de la Biennale de Dakar (Gorée, Sénégal) (5 mai 2018 - 3 juin 2018)
- Ndary Lo, rétrospective, dans le cadre de la Biennale de Dakar (Dakar, Sénégal) (3 mai 2018 - 2 juin 2018)
- Vivre! Photographies de la résilience (Gorée, Sénégal) (29 avril 2019 - 31 mai 2019)

## Dapper à l'international
Depuis de nombreuses années, et après avoir octroyé de nombreuses bourses de recherches et d'études dans le domaine des arts africains, la Fondation Dapper s'implique activement dans des projets culturels et pédagogiques sur le continent africain. Depuis sa création, des collaborateurs participent à des conférences ou animent des rencontres, expositions et ateliers dans divers pays. Aujourd'hui, devenue nomade, la Fondation Dapper poursuit activement ses actions et souhaite sensibiliser un nouveau public, notamment en Afrique et dans la Caraïbe.

### Gorée (Sénégal)
Après l'organisation et le succès des expositions Mémoires et Masques présentées à Gorée (décembre 2012 - avril 2013), la Fondation Dapper a poursuivi son action au Sénégal en proposant au public local, tout particulièrement aux établissements scolaires et universitaires, la manifestation Formes et Paroles (novembre 2014 - 29 mars 2015).
La Fondation Dapper s'engage avec le soutien de l'Institut français et le partenariat de la Mairie de Gorée dans la réhabilitation de la place publique nommée place du marché des Jeunes Filles"
La Fondation Dapper participe à la manifestation Gorée - Regards sur Cours (29 avril 2017 – 1er mai 2017), dans le cadre de laquelle elle propose deux expositions autour du thème « L'eau et l'ailleurs », d'artistes internationalement connus, Jason deCaires Taylor et Nyaba Léon Ouedraogo.
En 2018, la Fondation Dapper organise, dans le cadre du OFF de la Biennale de Dakar, Le Off de Dapper, une grande exposition réunissant installations (Ernest Breleur, Soly Cissé, Joel Mpah Dooh, Bili Bidjocka et Gabriel Malou), photographies (Joana Choumali) et street art (BeauGraff et Guiso du collectif RBS).

### Dakar (Sénégal)
En 2018, la Fondation Dapper présente dans l'ancien Palais de Justice, dans le cadre du In de la Biennale de Dakar, une importante rétrospective sur l'artiste sénégalais Ndary Lo, disparu en 2017. Cette exposition a rencontré un vif succès, tant auprès des visiteurs étrangers que des Sénégalais qui ont pu découvrir ou redécouvrir un artiste majeur.

### Martinique
En 2018 (janvier à mai), la Fondation Clément s’associe à la Fondation Dapper pour ouvrir ses portes à l’exceptionnelle créativité d’artistes qui, hier comme aujourd’hui, témoignent de la richesse d’une Afrique plurielle. Jamais la Martinique, ni même plus largement la Caraïbe, n’ont auparavant accueilli une manifestation de ce type et de cette envergure : une centaine d'œuvres d'arts anciens, issues de la collection Dapper, ont été présentées ainsi que les œuvres de dix-sept artistes contemporains de renom (Ousmane Sow, Omar Victor Diop, Samuel Fosso, Malala Andrialavidrazana, Hassan Musa (en), Sam Nhlengethwa, Freddy Tsimba, Cyprien Tokoudagba, Ouattara Watts, Omar Ba, Barthélemy Toguo, Chéri Samba, Kudzanai-Violet Hwami, Nyaba Léon Ouedraogo, Ransome Stanley, Soly Cissé et Joana Choumali).